# Bernd Höing
Bernd Höing (n. 4 martie 1955, Berlin, RDG) este un canotor ce a reprezentat Republica Democrată Germană, medaliat olimpic. A participat la o ediție a Jocurilor Olimpice (1980) în care a câștigat o medalie de aur.

## Participări
Lista de mai jos prezintă principalele competiții la care a participat Bernd Höing de-a lungul carierei.
- rowing at the 1980 Summer Olympics – men's eight[*][5]